# Маккью, Эрик
Эрик Маккью (англ. Erik McCue; род. 18 января 2001, Гётеборг) — шведский и американский футболист, защитник шведского «Эребру».

## Клубная карьера
Начал заниматься футболом в тайском клубе «Бангкок» и американском «Ди Си Юнайтед». В 2017 году присоединился к академии «Хьюстон Динамо» в 11-летнем возрасте. Тренировался с основной командой клуба, а также в составе фарм-клубов «Бразос Валли Кэвалри» и «Рио-Гранде Валли Торос». В октябре 2018 года подписал с «Хьюстон Динамо» свой первый профессиональный контракт. Перед сезоном 2019 года получил травму, в результате чего пропустил начало сезона. После восстановления на правах аренды перешёл в «Рио-Гранде Валли Торос», за который выступал в чемпионшипе ЮСЛ. В сезоне 2021 года выступал на правах аренды за «Чарлстон Бэттери». После завершения контракта покинул «Хьюстон Динамо».
18 февраля 2022 года подписал контракт с клубом с Фарерских островов «АБ Аргир». В его составе 13 марта дебютировал в чемпионате Фарерских островов в игре с «07 Вестур», появившись на поле в стартовом составе. В общей сложности в сезоне принял участие в 25 матчах во всех турнирах, в которых забил один мяч. В ноябре 2022 года вернулся в США, где присоединился к «Эль-Пасо Локомотив», выступавший в чемпионшипе ЮСЛ.
В декабре 2023 года перешёл в шведский «Эребру». Впервые сыграл за новый клуб провёл 18 февраля 2024 года в матче группового этапа кубка Швеции с АИК.